# ASTM International

ASTM International Logo

Die ASTM International (ursprünglich American Society for Testing and Materials) ist eine internationale Standardisierungsorganisation mit Sitz in West Conshohocken, Pennsylvania, USA. Sie veröffentlicht technische Standards für Waren und Dienstleistungen.
ASTM wurde 1898 durch eine Gruppe von Wissenschaftlern und Ingenieuren unter Leitung von Charles Benjamin Dudley (1842–1909) gegründet, der sich besonders für Maßnahmen gegen die häufigen Schienenbrüche bei den Eisenbahnen seiner Zeit einsetzte. Die Gruppe entwickelte einen Standard für die zu verwendende Stahlqualität.
Im Jahr 2005 gab es mehr als 12.000 ASTM-Standards. Der Schwerpunkt der Arbeit liegt in der Entwicklung von standardisierten Prüf- und Analyseverfahren. Das Annual Book of ASTM Standards (Jahrbuch der ASTM-Normen) umfasst inzwischen 81 Bände. Die Mitgliederschaft setzt sich aus Herstellern, Anwendern, Regierungen und Akademikern aus mehr als 100 Ländern zusammen. Daher wurde die Gesellschaft 2001 in ASTM International umbenannt.
Die Verwendung von ASTM-Standards ist außer im öffentlich geförderten Bereich der USA freiwillig. In Deutschland finden ASTM-Standards beispielsweise auf dem Gebiet der Bruchmechanik, aber auch in anderen Gebieten wie z. B. der Faser- und Textilprüfung Anwendung.
Die Standards werden bei dem Verlag Information Handling Services herausgegeben.